# Larcophora
Larcophora é um gênero de traça pertencente à família Agonoxenidae.